# Amazon DynamoDB
Amazon DynamoDB是一个支持键-值存储和文档型数据结构的NoSQL数据库服务，是亚马逊云计算服务的一部分。DynamoDB的数据模式类似Dynamo，不过底层实现有所不同。Dynamo具有多主（multi-master）的设计，要求从机（client）解决版本冲突，而DynamoDB采取数据库同步复制（synchronous replication）的策略，已达到更高的数据持续性和可用性。DynamoDB最初由亚马逊首席技术官Werner Vogels于2012年1月18日发布，作为当时Amazon SimpleDB的演进产品。